# Famille de Beaurepaire de Louvagny
 (avril 2024).
La famille de Beaurepaire de Louvagny est une famille de la noblesse française, originaire de la province de Normandie.

## Filiation

### Louis de Beaurepaire (1570-1620)
C'est le premier propriétaire de Louvagny de la famille. Âgé de 9 ans, il fut page du duc de Lorraine qui mourut 6 ans après. Il devint alors page de M. de Guise. À sa sortie de page, à 18 ans, il fut gendarme de la compagnie de M. de Halot-Montmorency.
Il reçut le 18 janvier 1590 une commission de capitaine pour lever cent hommes d’armes ; il était guidon de 50 hommes d’armes des ordres du roi sous la charge du comte de Thorigny en 1594.
En 1599, il en reçut d'Henri IV pour récompense de ses services les biens confisqués de plusieurs rebelles criminels de lèse-majesté qui possédaient des places et offices de président et élus de la ville d’Argentan, mais ces rebelles étant tous ses parents et amis, Louis leur rendit peu après tous leurs biens.
Il épousa en premières noces, le 21 janvier 1588 Prégente d’Oilliamson, veuve en premières noces du baron de la Planche et en deuxièmes noces de Jean de la Moricière, éc. Sgr et patron de Vicques, fille de Thomas d’Oilliamson, chevalier des ordres du Roi, Sgr Vicomtal de Coulibœuf, d’Ouilly et de Fribois. Il n'eut pas d'enfant. En secondes noces, Louis épousa, le 16 octobre 1594 Madeleine le Fournier, veuve en premières noces de noble homme Philippe de Bérenger et en deuxièmes noces de Nicolas de Marguerie, Sgr de Bretteville, enseigne de la compagnie du comte de Thorigny, fille et seule héritière de noble homme Pierre le Fournier, Sgr des Aulnais et de Guillemine de Nocey. Sa femme lui fit donation de tous ses biens.
Il acquit le 14 novembre 1595 les fief, terre et seigneurie de Louvagny mouvant de la châtellenie d’Exmes de Nicolas le Normand, l’acte d’acquêt ne parle ni du château ni de la chapelle attenante à l’église et le prix de la cession s’élève à 2333 écus.

### François de Beaurepaire (1601-1664)
Il naquit en 1601. À l’âge de 16 ans, son père l’envoya en Hollande d’où il revint en 1620 lors de la mort de ses parents. Le partage de la succession donna lieu à de grandes querelles, qui allèrent si loin que François fut blessé d’un coup de carabine au bras si grièvement qu’on dut l’amputer. L’assassin fut pris et condamné au supplice de la roue ; c’était un des valets de son frère Philippe. Les deux frères se réconcilièrent et partagèrent à l’amiable la succession le 16 août 1622.

Le château. Gravure de 1829

Il épousa par traité de mariage du 24 juin 1624 Diane de Guerpel, fille de François de Guerpel, Sgr de Bonnebosc, de Perrières, des Loges et de Godichon, chevalier des ordres du Roi, gentilhomme ordinaire de la chambre et de Claude de Franquetot, fille elle-même de Louis de Franquetot, Sgr de St-Jore de Sainteny, chevalier des ordres du Roi, gentilhomme ordinaire de la chambre et de Diane de Montmorency, sa femme. Son mariage constitue une belle alliance.
Il obtint par lettres patentes de mai 1651 enregistrées le 22 mai 1651 l’érection de ses terres de Louvagny en plein fief de haubert, avec autorisation de construire un château et une chapelle. C'est l'origine du titre de Comte pour la branche aîné et Vicomte pour les autres. On lui doit le château alors entouré de fossés, bastions, meurtrières et pont-levis qui ont disparu en partie. Il ne reste de ce temps qu’une tour élevée et le pont-levis sur un terre-plein, les fossés ayant été comblés. Il dessina la promenade et, ayant acheté successivement une partie des maisons du village, il fit un parc de 250 acres qu’il entoura de murailles.

### Jacques Alexandre Reine de Beaurepaire (1754-1829)
Il est né à Louvagny le 27 janvier 1754, et fut successivement page à la Grande Écurie du roi (13-4-1770), sous-lieutenant au régiment Royal-Lorraine (7-4-1773), sous-lieutenant au régiment de Bourgogne cavalerie (6-6-1773), puis garde du Corps du roi à la Compagnie de Luxembourg (15-9-1785). Il se trouvait de service à Versailles comme garde du Corps lors des journées des 5 et 6 octobre 1789. On le sait par le fait que, lors de la liquidation de sa retraite de 700 francs accordée à partir du 3 septembre 1814, sa présence à Versailles pendant de ces deux journées lui fut comptée comme une année de campagne de guerre.
Il prit part, en 1789, aux assemblées de la noblesse. Pendant la Révolution, sa sœur, ayant quitté l’abbaye aux Dames de Caen, s’installa à Louvagny, ce qui fit que la propriété fut respectée. Il émigra et fit ensuite partie de l’armée des Princes en 1792, puis fut cavalier noble au 2e régiment de l’armée Condé ; il fut nommé chevalier de Saint-Louis le 10 février 1797 et reçu en cette qualité le 20 mars 1797 (Registre de l’armée Condé). À la date du 1er février 1800, il prit un congé en Allemagne jusqu’au 1er juillet 1800 et rentra en France vers septembre 1800, car le 23 Fructidor VIII, il demanda sa radiation de la liste des émigrés en fournissant des certificats de complaisance. S’il produisit une attestation certifiant que du 10 décembre 1792 au 15 septembre 1793, il avait habité à Paris, 20, rue des Fossés-Saint-Bernard, une partie des témoins cités se récusa par contre par la suite. La municipalité suisse de Landeron certifia de son côté que, d’octobre 1793 à octobre 1795, il avait résidé en Suisse sans prendre part aux opérations des émigrés.
Il avait épousé le 8 janvier 1781 Louise Elisabeth Gouhier, fille de François Gouhier, sgr de St-Cenery, Duchesnay et de Renée Félicité le Coiffrel. Il eut trois enfants :
- Joseph Alexandre Reine de Beaurepaire, né à Louvagny le 1er octobre 1783, secrétaire d'ambassade à Dresde, Londres, Madrid puis Constantinople, ministre plénipotentiaire près de l'électeur Hesse- Cassel, et auteur de divers ouvrages[1]. Il eut quatre filles de son mariage avec N. de Robillard. C'est à ce moment que Louvagny passa donc dans la famille Postel par le mariage de Marie-Élisabeth, née le 5 août 1838, mariée le 22 février 1868 à M. de Postel ; elle mourut le 22 mars 1899, laissant 3 enfants.
- Sophie Félicité de Beaurepaire, née le 10 avril 1785, mariée le 9 avril 1804 au baron Patry.
- Urbain qui suit.

### Urbain Jacques Dominique de Beaurepaire (1787-1859)
C'est le premier Beaurepaire de Louvagny et c'est le début de la présence de la famille à Grivesnes.
Il est né à Louvagny le 20 novembre 1787. Il émigra en 1792 en Allemagne avec son père et son frère.  Il prit part aux campagnes d'Espagne et de Russie. Chef d’escadron et chevalier de Saint-Louis, médaille de Sainte-Hélène. 
Il épousa en premières noces à Paris, le 20 août 1819, Aimée Rose de Bazin, née à Rouen, fille d’Antoine de Bazin, ancien officier au régiment des Dragons de Conti et d’Anne Guyot de Mongrant : elle mourut en couches le 29 mai 1820 à Paris, 28, rue Caumartin, et le nouveau-né, Samuel Arthur René mourut le même jour.
Il épousa en secondes noces, le 26 août 1827, Alexandrine de la Myre, née le 7 Thermidor X à Grivesnes, fille du vicomte de la Myre, ancien officier au régiment des Dragons de Conti et de Camille Goussencourt. Elle avait été enfermée pendant la Terreur, dix-huit mois, à la Conciergerie de Paris, avec sa mère née Montclot et Mademoiselle de Breteuil, qui épousa le comte de Choiseul, 4e duc de Praslin.
Après avoir vécu à Champey, près de Pont-à-Mousson, dans une propriété venant de leur oncle Henri le Royer, baron de Montclot, ils achetèrent le château de Filescamps à Braches près de Grivesnes. C’est là que mourut Urbain de Beaurepaire le 3 novembre 1859 et sa seconde femme le 21 avril 1869 laissant dix enfants.

## Pour approfondir